# Ret

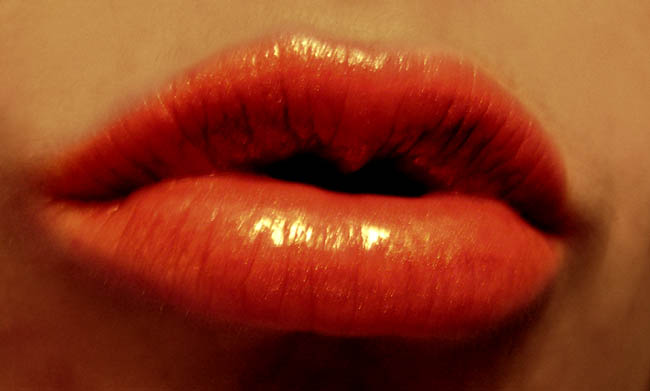
Rty jsou v lidské kultuře symbolem smyslnosti a ženy si zakládají na výrazných rtech.

Rty nebo u zvířat pysky (labia oris) jsou výrazný orgán kolem ústního otvoru člověka a mnoha dalších živočichů. Rty jsou měkké, pohyblivé a mírně vyčnívají z roviny obličeje. Uplatňují se především při příjmu potravy (vnímají tlak, obsahují velké množství nervových zakončení), ale také při artikulaci řeči, mimice a jako erotogenní zóna.
K péči o rty a jejich ochraně před vysoušením se používá balzám na rty (jelení lůj). K jejich zvýraznění při líčení obličeje slouží rtěnka.

## Stavba
Největší objem uvnitř rtu zaujímá příčně pruhovaný sval musculus orbicularis oris. Na jeho povrchu je vazivo a nad ním ještě dlaždicová epiteliální tkáň pokožky. Epitel na povrchu rtu je trojího druhu:
- na zevní straně rtů – vícevrstevný dlaždicový epitel rohovějící; obsahuje vousy a přiléhající žlázky
- na straně přivrácené do dutiny ústní – vícevrstevný dlaždicový epitel nerohovějící; ve vazivu pod ním jsou drobné slinné žlázky
- na přechodu mezi těmito dvěma zónami – přechodná zóna červeně rtu; obsahuje bohatě prokrvené vazivové papily, díky nimž prosvítající krev propůjčuje této části rtů typickou červenou barvu.